# 8x8
8x8 Inc. est un fournisseur américain de téléphonie sur IP. Ses produits comprennent des communications vocales, de centre de contact, vidéo, mobiles et unifiées basées sur le cloud pour les entreprises. Depuis 2018, 8x8 Inc. gère Jitsi, le logiciel de visioconférence libre et gratuit et respectant la vie privée.